# Harmonie "Crescendo" Beegden
De Harmonie "Crescendo" Beegden is een harmonieorkest in Beegden dat in 1971 werd opgericht.

## Geschiedenis
De vereniging is quasi een voortzetting en een evaluatie van het voormalige Klaroenkorps Beegden. Sinds 1974 werd deelgenomen aan de wedstrijden van de Federatie van Katholieke Muziekbonden in Nederland - Limburgse Bond. Op het bondsconcours te Kerkrade in 1993 promoveerde het harmonieorkest naar de superieure afdeling. In 1996 vierde men hed 25-jarig bestaan met een prachtig muzikaal feest. Tijdens het Oudejaarsconcert nam de harmonie na 14 jaar afscheid van dirigent Ad Lamerigts. Sindsdien stond het orkest onder leiding van Jean Cosemans, waarna in 2003 René Schrader het dirigeerstokje overnam.

## Dirigenten
- 1982-1996 Ad Lamerigts
- 1997-2003 Jean Cosemans
- 2003-heden Rene Schrader